# ألكسندر جرانفيل
ألكسندر جرانفيل باشا الحاصل على وسام القديس ميخائيل والقديس جرجس، ورتبة الإمبراطورية البريطانية، وعضوية كلية الجراحين الملكية، هو طبيب بريطاني ومسؤول عن شؤون الاستعمار في مصر البريطانية . وُلد ألكسندر عام 1874، وتُوفي في 30 مارس 1929.

## السيرة الشخصية
وُلد ألكسندر في مصر، وتلقى تعليمه في مدرسة بلوكسهام وتلقى تدريبه الطبي في مستشفى سانت بارثولوميو. كان يعمل في البداية كطبيب وجراح في مستشفى ويست لندن في مايدا فالي. وخدم في حرب البوير الثانية بجنوب إفريقيا كضابط طبي في الجيش البريطاني.
انضم بعد ذلك إلى خدمة الحكومة المصرية الاستعمارية، حيث شغل العديد من المناصب المهمة. عمل ألكسندر مفتشًا لإدارة الصحة العامة ومديرًا بوزارة الداخلية والمدير العام لبلدية الإسكندرية. وكان من أهم إسهاماته انخفاض معدل الوفيات في القاهرة من خلال تحسين الظروف غير الصحية في الشوارع المزدحمة، مما ساهم في ارتفاع معدل الوفيات بسبب المرض.
أصبح ألكسندر رئيسًا للحركة الدولية للصليب الأحمر والهلال الأحمر في مصر. وفي عام 1916، حصل على وسام القديس ميخائيل والقديس جرجس. وفي أوائل عام 1919، مثل مصر في مفاوضات معاهدة فرساي.
وفي 19 أغسطس 1919، أصبح أول رئيس لمجلس التوفيق العمالي، وهي منظمة أنشأها الملك فؤاد الأول لتجنب خطر الإضراب في مصر. وعمل كرئيس لمجلس الحجر الصحي في مصر، وحصل في عام 1920 على رتبة الإمبراطورية البريطانية. وفي عام 1922 حصل على لقب باشا من قِبل الملك فؤاد الأول تقديرُا لعمله في المجلس. وكُرّم أيضًا بقلادة النيل العظمى وحصل أيضًا على نيشان إسماعيل. وفي عام 1923، حص على وسام ليوبولد الثاني من الحكومة البلجيكية.
توفي ألكسندر في لندن عن عمر يناهز 55 عامًا بعد مرض طويل.